# Moorlärche Weißenstein
Die Moorlärche Weißenstein ist ein prähistorischer Baumstamm, der im Herbst 2011 bei Baggerarbeiten in einer Moorwiese bei Maria Weißenstein in der Südtiroler Gemeinde Deutschnofen an der Grenze zu den Dolomiten ausgegraben wurde.
Eine Probescheibe des Fundes wurde der Universität Innsbruck übergeben, um eine dendrochronologische Analyse durchzuführen. Die Daten der Moorlärche Weißenstein waren mit dem vorhandenen Referenzmaterial nicht synchronisierbar. Es wird vermutet, dass dies an der unterschiedlichen ökologischen Situation der Standorte von Moorlärche und Referenzmaterial liegt. An der Universität Groningen wurde daraufhin eine Radiokarbondatierung (14C-Datierung) vorgenommen. Die Analysen ergaben, dass es sich um eine Lärche handelt, die vor mehr als 7000 Jahren über einen Zeitraum von mehr als 700 Jahren lebte.
Im Rahmen der Verarbeitung eines Holzstückes für Kunstzwecke wurde 2015 eine kleine Menge von subfossilem Baumharz gefunden. Eine Analyse der flüchtigen Bestandteile hat bis auf einige markante Abweichungen eine große Übereinstimmung mit den Werten der heutigen Nadelhölzer ergeben.
Im Dezember 2014 wurde im Nachbarort Aldein ein kleines privates Naturmuseum eröffnet, in welchem neben dem Baumstamm eine Auswahl von Kunstobjekten aus der Moorlärche Art Gallery ausgestellt werden. Dabei handelt es sich um Objekte und Gegenstände, welche von einer Gruppe von Handwerkern und Künstlern aus dem Holz der Moorlärche gefertigt worden sind. Ein Journalist hat für diese Gruppe von lokalen, nationalen und internationalen Künstlern den Namen „Moorlärche Art Family“ geprägt. Im Juli 2016 ist das Museum in die über 700 Jahre alten Weinkeller des Ansitzes Thaler in Lana übersiedelt, wo für die Moorlärche günstigere Bedingungen für eine erfolgreiche Konservierung bestehen.
Im Frühjahr 2021 wurde die Museumstätigkeit aus wirtschaftlichen Gründen eingestellt.